# Dejan Mitrow
Dejan Mitrow (maced. Дејан Митров; ur. 6 czerwca 1987) – macedoński zapaśnik startujący w stylu wolnym. Zajął czternaste miejsce na mistrzostwach świata w 2022 roku.
Siódmy na mistrzostwach Europy w 2010. Szesnasty na igrzyskach europejskich w 2015. Brązowy medalista igrzysk śródziemnomorskich w 2018 i igrzysk śródziemnomorskich w 2013. Trzeci na ME juniorów w 2007 roku.